# Parc provincial de Cannington Manor
Le parc provincial de Cannington Manor (Cannington Manor Provincial Park en anglais) est un parc historique situé en Saskatchewan au Canada établi en 1882 par le capitaine Edward Michell Pierce en tant que colonie aristocratique anglaise. Il est situé à 16 km au sud-est du parc provincial de Moose Mountain et à 60 km au sud de Moosomin. Le parc consiste en fait en deux parcelles de terre séparées : une de 15 ha contenant des restes archéologiques d'un village de la fin du XIXe siècle, plusieurs répliques de bâtiments à charpente en bois et en bois rond et une école des années 1920 qui sert de centre de réception ainsi qu'une de 32 ha située 3 km plus loin qui consiste en une cour de ferme.